# Marie-Frédéric-Henri Christiani
Pour les articles homonymes, voir Christiani.
Marie-Frédéric-Henri Christiani, né le 15 février 1760 à Strasbourg, mort le 26 mars 1838 dans la même ville, est un haut-fonctionnaire et un homme politique de la Révolution française, du Consulat et du Premier Empire.

## Biographie
En septembre 1792, Christiani est élu député suppléant du département du Bas-Rhin, le deuxième sur quatre, à la Convention nationale. Il est appelé à siéger dès le début de la session parlementaire afin de remplacer M. Depinay, élu huitième sur neuf mais ayant refusé le mandat. 
Christiani siège sur les bancs de la Plaine. Lors du procès de Louis XVI, il vote la détention durant la guerre et le bannissement à la paix, se prononce contre l'appel au peuple mais en faveur du sursis à l'exécution. Il est absent lors de la mise en accusation de Marat et vote en faveur du rétablissement de la Commission des Douze. En floréal an III (mai 1795), Christiani est élu membre de la Commission des Vingt-et-Un chargée d'enquêter sur la conduite de Joseph Le Bon, proche de Robespierre et ancien représentant en mission dans les départements du nord de la France.
Sous le Directoire, Christiani est réélu député et siège au Conseil des Cinq-Cents entre l'an IV et l'an VI (entre 1795 et 1797). 

## Sources
- « Marie-Frédéric-Henri Christiani », dans Adolphe Robert et Gaston Cougny, Dictionnaire des parlementaires français, Edgar Bourloton, 1889-1891 [détail de l’édition]